# Варжен-Бонита (Санта-Катарина)
Варжен-Бонита (порт. Vargem Bonita)  —  муниципалитет в Бразилии, входит в штат Санта-Катарина. Составная часть мезорегиона Запад штата Санта-Катарина. Входит в экономико-статистический  микрорегион Жоасаба. Население составляет 4692 человека на 2006 год. Занимает площадь 298,610 км². Плотность населения — 15,7 чел./км².

## История
Город основан 1 февраля 1993 года.

## Статистика
- Валовой внутренний продукт на 2003 составляет 179.804.952,00 реалов (данные: Бразильский институт географии и статистики).
- Валовой внутренний продукт на душу населения на 2003 составляет 36.650,01 реалов (данные: Бразильский институт географии и статистики).
- Индекс развития человеческого потенциала на 2000 составляет 0,791 (данные: Программа развития ООН).